# Specie di Theridiidae (A-D)
Di seguito sono elencate tutte le specie di ragni della famiglia Theridiidae il cui genere ha per iniziale dalla lettera A alla lettera D, note al 12 giugno 2008.

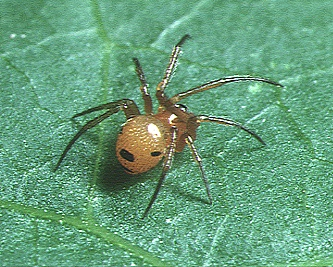
Achaearanea japonica, maschio

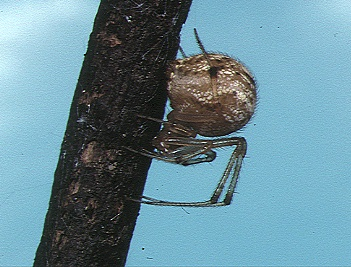
Achaearanea ryukyu, femmina

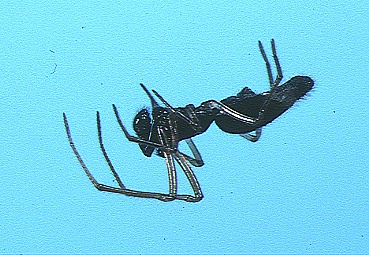
Argyrodes cylindratus, maschio

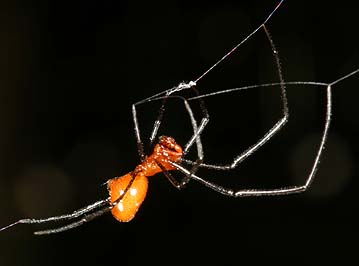
Argyrodes flavescens, maschio

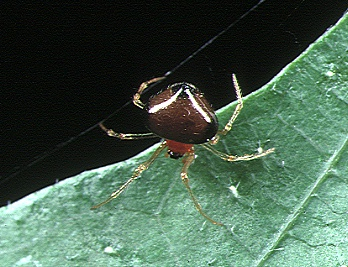
Chrysso albipes, femmina, forma bruna

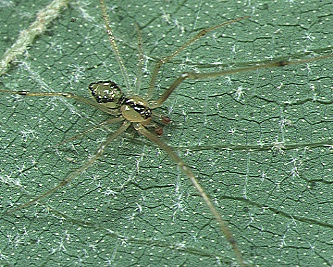
Chrysso sasakii, maschio

## Achaearanea
Achaearanea Strand, 1929
- Achaearanea acoreensis (Berland, 1932) — cosmopolita
- Achaearanea alacris (Keyserling, 1884) — Colombia, Venezuela
- Achaearanea alboinsignita Locket, 1980 — Isole Comore
- Achaearanea altiventer (Keyserling, 1884) — Brasile
- Achaearanea ambera Levi, 1963 — USA
- Achaearanea analista Levi, 1963 — Brasile
- Achaearanea anastema Levi, 1963 — Venezuela
- Achaearanea angulithorax (Bösenberg & Strand, 1906) — Russia, Cina, Corea, Taiwan, Giappone
- Achaearanea anna Levi, 1959 — Giamaica, Bermuda
- Achaearanea apex Levi, 1959 — Panama
- Achaearanea asiatica (Bösenberg & Strand, 1906) — Cina, Corea, Giappone
- Achaearanea azteca (Chamberlin & Ivie, 1936) — Messico
- Achaearanea banosensis Levi, 1963 — Ecuador
- Achaearanea barra Levi, 1963 — Brasile
- Achaearanea bellula (Keyserling, 1891) — Brasile
- Achaearanea blattea (Urquhart, 1886) — Nuova Zelanda
- Achaearanea brookesiana Barrion & Litsinger, 1995 — India, Filippine
- Achaearanea budana Tikader, 1970 — India
- Achaearanea caliensis Levi, 1963 — Colombia, Ecuador
- Achaearanea campanulata Chen, 1993 — Cina
- Achaearanea camura (Simon, 1877) — Filippine, Nuova Guinea, Isole Salomone
- Achaearanea canionis (Chamberlin & Gertsch, 1929) — USA
- Achaearanea caqueza Levi, 1963 — Colombia
- Achaearanea celsadomina Zhu, 1998 — Cina
- Achaearanea chilensis Levi, 1963 — Cile
- Achaearanea chiricahua Levi, 1955 — USA
- Achaearanea cingulata Zhu, 1998 — Cina
- Achaearanea cinnabarina Levi, 1963 — Brasile
- Achaearanea conjuncta (Gertsch & Mulaik, 1936) — USA, Canada
- Achaearanea culicivora (Bösenberg & Strand, 1906) — Cina, Giappone
- Achaearanea dalana Buckup & Marques, 1991 — Brasile
- Achaearanea daliensis Zhu, 1998 — Cina
- Achaearanea dea Buckup & Marques, 2006 — Brasile
- Achaearanea decorata (L. Koch, 1867) — Isola Krakatoa, Nuova Guinea, Queensland
- Achaearanea diamantina Levi, 1963 — Brasile
- Achaearanea digitus Buckup & Marques, 2006 — Brasile
- Achaearanea diglipuriensis Tikader, 1977 — Isole Andamane
- Achaearanea disparata Denis, 1965 — Gabon, Costa d'Avorio
- Achaearanea diversipes (Rainbow, 1920) — Isola Norfolk (Australia), Isola Lord Howe
- Achaearanea dromedariformis (Roewer, 1942) — Ecuador, Perù
- Achaearanea dubitabilis Wunderlich, 1987 — Isole Canarie
- Achaearanea ducta Zhu, 1998 — Cina
- Achaearanea durgae Tikader, 1970 — India
- Achaearanea epicosma (Rainbow, 1920) — Isola Lord Howe
- Achaearanea eramus Levi, 1963 — Brasile
- Achaearanea extrilida (Keyserling, 1890) — Australia, Isola Norfolk (Australia), Isola Lord Howe
- Achaearanea extumida Xing, Gao & Zhu, 1994 — Cina
- Achaearanea ferrumequina (Bösenberg & Strand, 1906) — Cina, Corea, Giappone
- Achaearanea florendida Levi, 1959 — dagli USA al Venezuela
- Achaearanea florens (O. P.-Cambridge, 1896) — dagli USA a Panama, Cuba
- Achaearanea fresno Levi, 1955 — USA
- Achaearanea galeiforma Zhu, Zhang & Xu, 1991 — Cina
- Achaearanea gigantea (Keyserling, 1884) — Perù
- Achaearanea globispira Henschel & Jocqué, 1994 — Sudafrica
- Achaearanea globosa (Hentz, 1850) — America settentrionale

- Achaearanea gui Zhu, 1998 — Cina

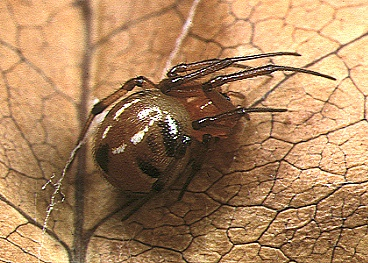
Achaearanea japonica, femmina

- Achaearanea hammeni Chrysanthus, 1963 — Nuova Guinea
- Achaearanea hermosillo Levi, 1959 — Messico
- Achaearanea hieroglyphica (Mello-Leitão, 1940) — Brasile, Guiana francese, Perù
- Achaearanea hirta (Taczanowski, 1873) — da Panama all'Argentina
- Achaearanea inopinata Brignoli, 1972 — Venezuela
- Achaearanea inops Levi, 1963 — Brasile, Guyana
- Achaearanea insulsa (Gertsch & Mulaik, 1936) — USA, Messico
- Achaearanea isana Levi, 1963 — Brasile
- Achaearanea japonica (Bösenberg & Strand, 1906) — Cina, Taiwan, Corea, Giappone
- Achaearanea jequirituba Levi, 1963 — Brasile, Paraguay, Argentina
- Achaearanea jinghongensis Zhu, 1998 — Cina
- Achaearanea kaindi Levi, Lubin & Robinson, 1982 — Nuova Guinea
- Achaearanea kaspi Levi, 1963 — Perù
- Achaearanea koepckei Levi, 1963 — Perù
- Achaearanea kompirensis (Bösenberg & Strand, 1906) — Cina, Corea, Giappone
- Achaearanea lanyuensis Yoshida, Tso & Severinghaus, 2000 — Taiwan
- Achaearanea longiducta Zhu, 1998 — Cina

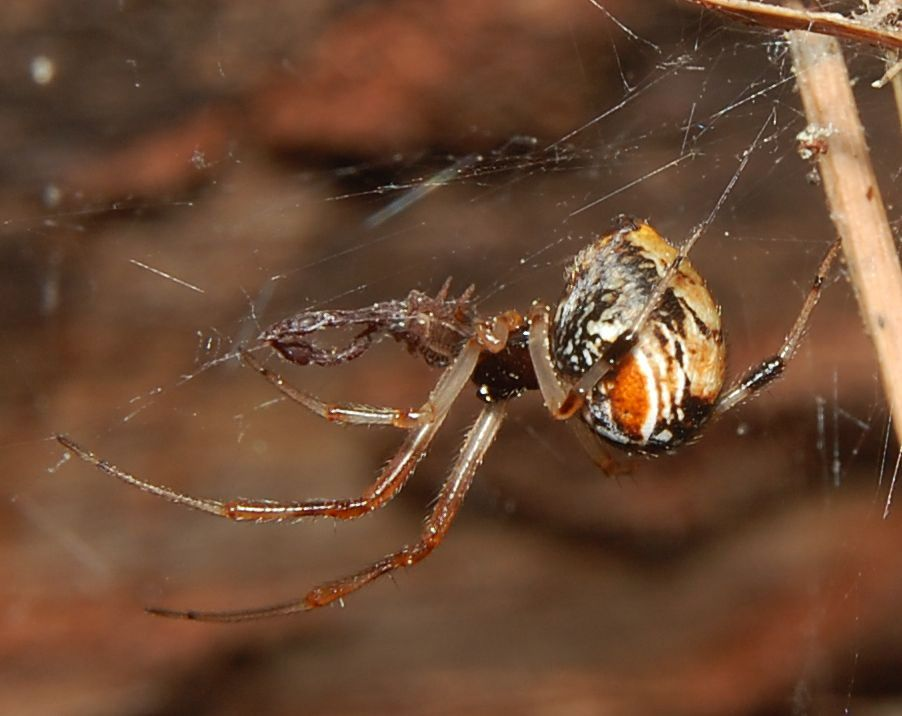
Achaearanea lunata

- Achaearanea lota Levi, 1963 — Cile
- Achaearanea machaera Levi, 1959 — Panama
- Achaearanea manzanillo Levi, 1959 — Messico
- Achaearanea maraca Buckup & Marques, 1991 — Brasile
- Achaearanea maricaoensis (Bryant, 1942) — Panama, Porto Rico
- Achaearanea maxima (Keyserling, 1891) — Brasile
- Achaearanea meraukensis Chrysanthus, 1963 — Nuova Guinea
- Achaearanea micratula (Banks, 1909) — Costa Rica
- Achaearanea migrans (Keyserling, 1884) — dal Venezuela al Perù, Brasile
- Achaearanea milagro Levi, 1963 — Ecuador
- Achaearanea nayaritensis Levi, 1959 — Messico
- Achaearanea nigrodecorata (Rainbow, 1920) — Isola Lord Howe
- Achaearanea nigrovittata (Keyserling, 1884) — dal Messico al Paraguay
- Achaearanea oblivia (O. P.-Cambridge, 1896) — Costa Rica, Panama
- Achaearanea oculiprominens (Saito, 1939) — Cina, Corea, Giappone
- Achaearanea orana Levi, 1963 — Ecuador
- Achaearanea oxymaculata Zhu, 1998 — Cina

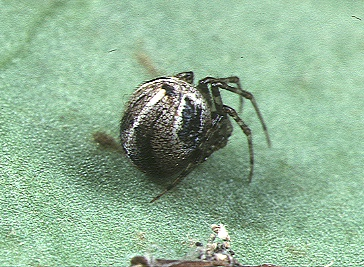
Achaearanea projectivulva, femmina

- Achaearanea palgongensis Seo, 1993 — Corea
- Achaearanea pallipera Levi, 1963 — Brasile
- Achaearanea parana Levi, 1963 — Paraguay
- Achaearanea passiva (Keyserling, 1891) — Brasile
- Achaearanea pilaton Levi, 1963 — Ecuador
- Achaearanea pinguis (Keyserling, 1886) — Brasile, Uruguay
- Achaearanea polygramma (Kulczynski, 1911) — Nuova Guinea
- Achaearanea porteri (Banks, 1896) — dagli USA a Panama, Indie Occidentali
- Achaearanea projectivulva Yoshida, 2001 — Giappone
- Achaearanea propera (Keyserling, 1890) — Nuovo Galles del Sud, Tasmania, Isola Lord Howe
- Achaearanea pura (O. P.-Cambridge, 1894) — Messico
- Achaearanea pusillana (Roewer, 1942) — Guiana francese
- Achaearanea pydanieli Buckup & Marques, 1991 — Brasile
- Achaearanea quadrimaculata Yoshida, Tso & Severinghaus, 2000 — Taiwan
- Achaearanea rafaeli Buckup & Marques, 1991 — Brasile
- Achaearanea rapa Levi, 1963 — Paraguay
- Achaearanea rioensis Levi, 1963 — Brasile

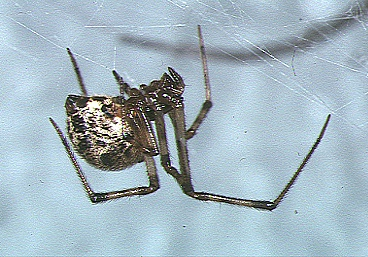
Achaearanea simulans, femmina

- Achaearanea riparia (Blackwall, 1834) — Regione paleartica
- Achaearanea rostra Zhu & Zhang, 1992 — Cina
- Achaearanea rostrata (O. P.-Cambridge, 1896) — dal Messico al Venezuela
- Achaearanea rupicola (Emerton, 1882) — USA, Canada
- Achaearanea ryukyu Yoshida, 2000 — Giappone, Isole Ryukyu
- Achaearanea schneirlai Levi, 1959 — Panama
- Achaearanea schraderorum Levi, 1959 — Costa Rica
- Achaearanea schullei (Gertsch & Mulaik, 1936) — USA, Messico
- Achaearanea septemguttata (Simon, 1909) — Vietnam
- Achaearanea serax Levi, 1959 — Messico
- Achaearanea serenoae (Gertsch & Archer, 1942) — USA
- Achaearanea sicki Levi, 1963 — Brasile
- Achaearanea simaoica Zhu, 1998 — Cina
- Achaearanea simulans (Thorell, 1875) — Regione paleartica

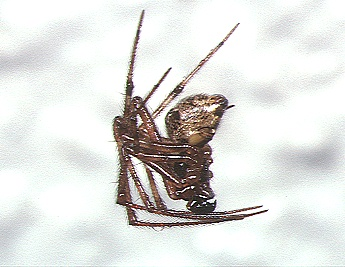
Achaearanea simulans, maschio

- Achaearanea songi Zhu, 1998 — Cina
- Achaearanea subtabulata Zhu, 1998 — Cina
- Achaearanea subvexa Zhu, 1998 — Cina
- Achaearanea tabulata Levi, 1980 — Regione olartica
- Achaearanea taeniata (Keyserling, 1884) — dal Guatemala al Perù
- Achaearanea taim Buckup & Marques, 2006 — Brasile
- Achaearanea tesselata (Keyserling, 1884) — dal Messico al Paraguay, Nuova Guinea, Pakistan
- Achaearanea tingo Levi, 1963 — Perù
- Achaearanea tovarensis Levi, 1963 — Venezuela
- Achaearanea transipora (Zhu & Zhang, 1992) — Cina
- Achaearanea trapezoidalis (Taczanowski, 1873) — da Panama al Paraguay
- Achaearanea triangula Yoshida, 1993 — Singapore, Giava, Bali
- Achaearanea triangularis Patel, 2005 — India
- Achaearanea triguttata (Keyserling, 1891) — Brasile
- Achaearanea trinidensis Levi, 1959 — Trinidad, Perù
- Achaearanea turquino Levi, 1959 — Cuba
- Achaearanea uviana Levi, 1963 — Perù
- Achaearanea valoka Chrysanthus, 1975 — Nuova Guinea, Nuova Britannia (Indonesia)
- Achaearanea veruculata (Urquhart, 1886) — Australia, Nuova Zelanda, Inghilterra, Belgio
- Achaearanea vervoorti Chrysanthus, 1975 — Nuova Guinea
- Achaearanea vivida (Keyserling, 1891) — Brasile
- Achaearanea wau Levi, Lubin & Robinson, 1982 — Nuova Guinea
- Achaearanea zonensis Levi, 1959 — da Panama al Perù, Brasile

## Achaearyopa
Achaearyopa Barrion & Litsinger, 1995
- Achaearyopa pnaca Barrion & Litsinger, 1995 — Filippine

## Allothymoites
Allothymoites Ono, 2007
- Allothymoites kumadai Ono, 2007 — Giappone

## Ameridion
Ameridion Wunderlich, 1995
- Ameridion armouri (Levi, 1959) — Panama, Trinidad
- Ameridion aspersum (F. O. P.-Cambridge, 1902) — Guatemala
- Ameridion atlixco (Levi, 1959) — Messico
- Ameridion bridgesi (Levi, 1959) — Messico
- Ameridion chilapa (Levi, 1959) — Messico
- Ameridion clemens (Levi, 1959) — Giamaica
- Ameridion cobanum (Levi, 1959) — Guatemala
- Ameridion colima (Levi, 1959) — Messico, Ecuador
- Ameridion lathropi (Levi, 1959) — Panama
- Ameridion malkini (Levi, 1959) — Messico
- Ameridion marvum (Levi, 1959) — Panama, Venezuela
- Ameridion moctezuma (Levi, 1959) — Messico
- Ameridion musawas (Levi, 1959) — Nicaragua
- Ameridion paidiscum (Levi, 1959) — Panama
- Ameridion panum (Levi, 1959) — Panama
- Ameridion petrum (Levi, 1959) — Panama, Trinidad, Perù
- Ameridion plantatum (Levi, 1959) — Panama
- Ameridion progum (Levi, 1959) — Panama
- Ameridion quantum (Levi, 1959) — Costa Rica, Panama
- Ameridion reservum (Levi, 1959) — Panama
- Ameridion rinconense (Levi, 1959) — Messico
- Ameridion ruinum (Levi, 1959) — Messico
- Ameridion schmidti (Levi, 1959) — Costa Rica
- Ameridion signaculum (Levi, 1959) — Panama, Brasile
- Ameridion signum (Levi, 1959) — Panama
- Ameridion tempum (Levi, 1959) — Panama, Brasile
- Ameridion unanimum (Keyserling, 1891) — dal Messico al Brasile

## Anatea
Anatea Berland, 1927

Anatea formicaria, disegno

- Anatea formicaria Berland, 1927 — Nuova Caledonia

## Anelosimus
Anelosimus Simon, 1891
- Anelosimus agnar Agnarsson, 2006 — Malaysia
- Anelosimus analyticus (Chamberlin, 1924) — USA, Messico
- Anelosimus andasibe Agnarsson & Kuntner, 2005 — Madagascar
- Anelosimus arizona Agnarsson, 2006 — USA, Messico
- Anelosimus baeza Agnarsson, 2006 — da Panama al Perù
- Anelosimus biglebowski Agnarsson, 2006 — Tanzania
- Anelosimus chickeringi Levi, 1956 — dal Messico al Perù
- Anelosimus chonganicus Zhu, 1998 — Cina
- Anelosimus crassipes (Bösenberg & Strand, 1906) — Cina, Corea, Giappone, Isole Ryukyu
- Anelosimus decaryi (Fage, 1930) — Isola di Aldabra (Oceano Indiano), Madagascar
- Anelosimus dialeucon (Simon, 1890) — Aden (Yemen)
- Anelosimus domingo Levi, 1963 — dalla Colombia al Suriname e al Perù

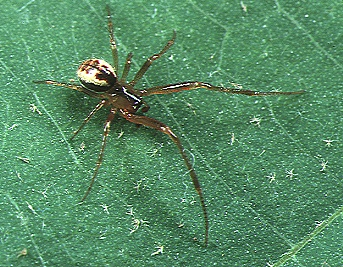
Anelosimus crassipes, maschio

- Anelosimus dubiosus (Keyserling, 1891) — Brasile
- Anelosimus dubius (Tullgren, 1910) — Tanzania
- Anelosimus dude Agnarsson, 2006 — Tanzania
- Anelosimus elegans Agnarsson, 2006 — dal Messico al Perù
- Anelosimus ethicus (Keyserling, 1884) — Brasile
- Anelosimus exiguus Yoshida, 1986 — Cina, Giappone, Isole Ryukyu
- Anelosimus eximius (Keyserling, 1884) — Piccole Antille, da Panama all'Argentina
- Anelosimus fraternus Agnarsson, 2006 — Hispaniola
- Anelosimus guacamayos Agnarsson, 2006 — Ecuador
- Anelosimus inhandava Agnarsson, 2005 — Brasile, Argentina
- Anelosimus iwawakiensis Yoshida, 1986 — Corea, Giappone
- Anelosimus jabaquara Levi, 1956 — Brasile
- Anelosimus jucundus (O. P.-Cambridge, 1896) — dal Messico all'Argentina
- Anelosimus kohi Yoshida, 1993 — Malaysia, Singapore
- Anelosimus linda Agnarsson, 2006 — Malaysia
- Anelosimus lorenzo Fowler & Levi, 1979 — Brasile, Paraguay, Argentina

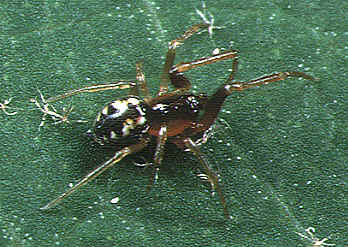
Anelosimus exiguus, maschio

- Anelosimus may Agnarsson, 2005 — Madagascar
- Anelosimus misiones Agnarsson, 2005 — Argentina
- Anelosimus monskenyensis Agnarsson, 2006 — Kenya
- Anelosimus nazariani Agnarsson & Kuntner, 2005 — Madagascar
- Anelosimus nelsoni Agnarsson, 2006 — Sudafrica
- Anelosimus nigrescens (Keyserling, 1884) — Guyana, Brasile
- Anelosimus octavius Agnarsson, 2006 — dal Messico alla Costa Rica
- Anelosimus oritoyacu Agnarsson, 2006 — dal Messico all'Ecuador
- Anelosimus pacificus Levi, 1956 — dal Messico alla Costa Rica, Giamaica
- Anelosimus pantanal Agnarsson, 2006 — Brasile
- Anelosimus pulchellus (Walckenaer, 1802) — dall'Europa alla Russia, Africa settentrionale
- Anelosimus puravida Agnarsson, 2006 — dal Guatemala a Panama
- Anelosimus rabus Levi, 1963 — Brasile
- Anelosimus rupununi Levi, 1956 — da Trinidad al Brasile
- Anelosimus sallee Agnarsson & Kuntner, 2005 — Madagascar
- Anelosimus salut Agnarsson & Kuntner, 2005 — Madagascar
- Anelosimus studiosus (Hentz, 1850) — dagli USA all'Argentina

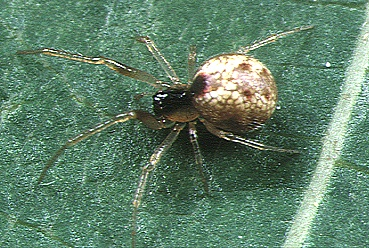
Anelosimus exiguus, femmina

- Anelosimus sulawesi Agnarsson, 2006 — Celebes
- Anelosimus sumisolena Agnarsson, 2005 — Brasile
- Anelosimus taiwanicus Yoshida, 1986 — Taiwan, Isola Krakatoa
- Anelosimus tosus (Chamberlin, 1916) — dal Messico al Perù
- Anelosimus tungurahua Agnarsson, 2006 — Ecuador
- Anelosimus vittatus (C. L. Koch, 1836) — Regione paleartica
- Anelosimus vondrona Agnarsson & Kuntner, 2005 — Madagascar

## Argyrodella
Argyrodella Saaristo, 2006
- Argyrodella pusillus (Saaristo, 1978) — Isole Seychelles

## Argyrodes
Argyrodes Simon, 1864
- Argyrodes abscissus O. P.-Cambridge, 1880 — Madagascar
- Argyrodes alannae Grostal, 1999 — Australia orientale
- Argyrodes ambalikae Tikader, 1970 — India
- Argyrodes amboinensis Thorell, 1878 — Celebes, Ambon (Arcipelago delle Molucche), Nuova Guinea, Nuova Caledonia
- Argyrodes andamanensis Tikader, 1977 — Isole Andamane
- Argyrodes antipodianus O. P.-Cambridge, 1880 — Australia, Nuova Caledonia, Nuova Zelanda

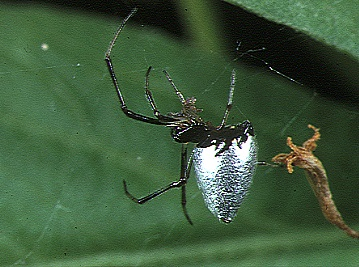
Argyrodes bonadea, femmina

- Argyrodes apiculatus Thorell, 1895 — Myanmar
- Argyrodes argentatus O. P.-Cambridge, 1880 — Cina, Indie Orientali, Hawaii
- Argyrodes argyrodes (Walckenaer, 1842) — dal Mediterraneo all'Africa occidentale, Isole Seychelles
- Argyrodes atriapicatus Strand, 1906 — Etiopia
- Argyrodes bandanus Strand, 1911 — Isole di Banda (Arcipelago delle Molucche)
- Argyrodes benedicti Lopez, 1988 — Guiana francese
- Argyrodes binotatus Rainbow, 1915 — Australia
- Argyrodes bonadea (Karsch, 1881) — Cina, Corea, Taiwan, Giappone, Filippine
- Argyrodes borbonicus Lopez, 1990 — Isola Réunion
- Argyrodes callipygus Thorell, 1895 — Myanmar
- Argyrodes calmettei Lopez, 1990 — Isola Réunion
- Argyrodes chionus Roberts, 1983 — Isola di Aldabra (Oceano Indiano)

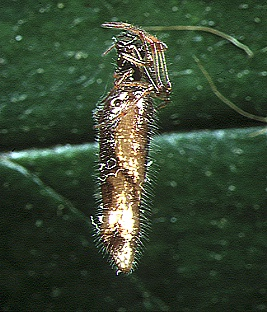
Argyrodes cylindratus, femmina

- Argyrodes chiriatapuensis Tikader, 1977 — Isole Andamane
- Argyrodes coactatus Lopez, 1988 — Guiana francese
- Argyrodes cognatus (Blackwall, 1877) — Isole Seychelles
- Argyrodes convivans Lawrence, 1937 — Sudafrica
- Argyrodes cylindratus Thorell, 1898 — dal Myanmar al Giappone
- Argyrodes cyrtophorae Tikader, 1963 — India
- Argyrodes delicatulus Thorell, 1878 — Ambon (Arcipelago delle Molucche)
- Argyrodes dipali Tikader, 1963 — India
- Argyrodes elevatus Taczanowski, 1873 — dagli USA all'Argentina, Isole Galapagos
- Argyrodes exlineae (Caporiacco, 1949) — Kenya
- Argyrodes fasciatus Thorell, 1892 — Malaysia, Singapore
- Argyrodes fissifrons O. P.-Cambridge, 1869 — dallo Sri Lanka alla Cina, Australia
  - Argyrodes fissifrons terressae Thorell, 1891 — Isole Nicobare
- Argyrodes fissifrontellus Saaristo, 1978 — Isole Seychelles
- Argyrodes flavescens O. P.-Cambridge, 1880 — dallo Sri Lanka al Giappone, Nuova Guinea
- Argyrodes flavipes Rainbow, 1916 — Queensland

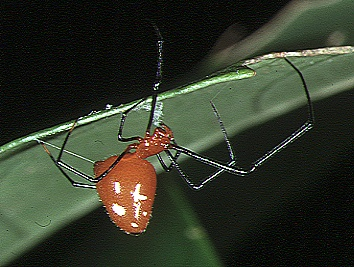
Argyrodes flavescens, femmina

- Argyrodes fragilis Thorell, 1877 — Celebes
- Argyrodes gazedes Tikader, 1970 — India
- Argyrodes gazingensis Tikader, 1970 — India
- Argyrodes gemmatus Rainbow, 1920 — Isola Lord Howe
- Argyrodes gouri Tikader, 1963 — India
- Argyrodes gracilis (L. Koch, 1872) — Isola Lord Howe, Nuova Caledonia, Isole Samoa
- Argyrodes hawaiiensis Simon, 1900 — Hawaii
- Argyrodes huangsangensis Yin, Peng & Bao, 2004 — Cina
- Argyrodes incertus Wunderlich, 1987 — Isole Canarie
- Argyrodes incisifrons Keyserling, 1890 — Queensland
- Argyrodes incursus Gray & Anderson, 1989 — Nuovo Galles del Sud, Isola Lord Howe
- Argyrodes insectus Schmidt, 2005 — Isole Capo Verde
- Argyrodes jamkhedes Tikader, 1963 — India
- Argyrodes kratochvili (Caporiacco, 1949) — Kenya
- Argyrodes kualensis Hogg, 1927 — Malaysia

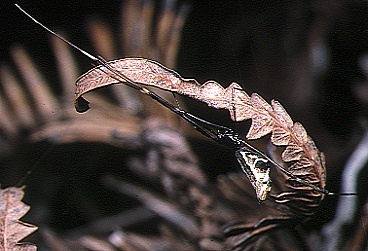
Argyrodes kumadai, femmina

- Argyrodes kulczynskii (Roewer, 1942) — Nuova Guinea
- Argyrodes kumadai Chida & Tanikawa, 1999 — Cina, Taiwan, Giappone
- Argyrodes lanyuensis Yoshida, Tso & Severinghaus, 1998 — Taiwan
- Argyrodes lepidus O. P.-Cambridge, 1879 — Nuova Zelanda
- Argyrodes levuca Strand, 1915 — Isole Figi
- Argyrodes maculiger Strand, 1911 — Isole Kei (Arcipelago delle Molucche)
- Argyrodes margaritarius (Rainbow, 1894) — Nuovo Galles del Sud
- Argyrodes mellissi (O. P.-Cambridge, 1869) — Isola di Sant' Elena
- Argyrodes mertoni Strand, 1911 — Isole Aru (Arcipelago delle Molucche)
- Argyrodes meus Strand, 1907 — Madagascar
  - Argyrodes meus poecilior Strand, 1913 — Africa centrale
- Argyrodes miltosus Zhu & Song, 1991 — Cina
- Argyrodes minax O. P.-Cambridge, 1880 — Madagascar, Isole Comore
- Argyrodes miniaceus (Doleschall, 1857) — Corea, dal Giappone all'Australia
- Argyrodes modestus Thorell, 1899 — Camerun
- Argyrodes nasutus O. P.-Cambridge, 1880 — Sri Lanka
- Argyrodes neocaledonicus Berland, 1924 — Nuova Caledonia
- Argyrodes nephilae Taczanowski, 1873 — USA, dalle Indie Occidentali all'Argentina, Isole Galapagos

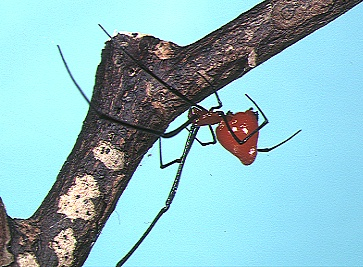
Argyrodes miniaceus, femmina

- Argyrodes parcestellatus Simon, 1909 — Vietnam
- Argyrodes pluto Banks, 1906 — USA, Messico, Giamaica
- Argyrodes praeacutus Simon, 1903 — Guinea Equatoriale
- Argyrodes projeles Tikader, 1970 — India
- Argyrodes rainbowi (Roewer, 1942) — Queensland, Nuovo Galles del Sud
- Argyrodes reticola Strand, 1911 — Isole Aru (Arcipelago delle Molucche)
- Argyrodes rhomboides Yin, Peng & Bao, 2004 — Cina
- Argyrodes rostratus Blackwall, 1877 — Isole Seychelles
- Argyrodes samoensis O. P.-Cambridge, 1880 — Nuova Caledonia, Isole Samoa
- Argyrodes scapulatus Schmidt & Piepho, 1994 — Isole Capo Verde
- Argyrodes scintillulanus O. P.-Cambridge, 1880 — India, Sri Lanka
- Argyrodes sextuberculosus Strand, 1908 — Mozambico, Madagascar
  - Argyrodes sextuberculosus dilutior (Caporiacco, 1940) — Etiopia
- Argyrodes strandi (Caporiacco, 1940) — Etiopia
- Argyrodes stridulator Lawrence, 1937 — Sudafrica
- Argyrodes sublimis L. Koch, 1872 — Isole Figi
- Argyrodes sundaicus (Doleschall, 1859) — Thailandia, Giava, Nuova Britannia (Indonesia)
- Argyrodes tenuis Thorell, 1877 — Celebes
  - Argyrodes tenuis infumatus Thorell, 1878 — Ambon (Arcipelago delle Molucche)

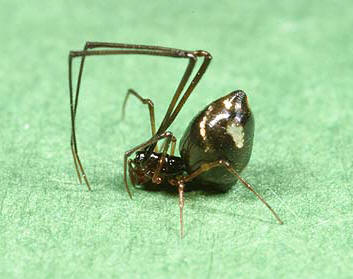
Argyrodes xiphias, femmina

- Argyrodes tripunctatus Simon, 1877 — Filippine
- Argyrodes unimaculatus (Marples, 1955) — Isole Samoa, Tongatapu (Oceano Pacifico meridionale), Niue (Oceano Pacifico meridionale)
- Argyrodes vatovae (Caporiacco, 1940) — Etiopia
- Argyrodes viridis (Vinson, 1863) — Madagascar, Isola Réunion
- Argyrodes vittatus Bradley, 1877 — Nuova Guinea
- Argyrodes weyrauchi Exline & Levi, 1962 — Perù
- Argyrodes wolfi Strand, 1911 — Nuova Guinea
- Argyrodes yunnanensis Xu, Yin & Kim, 2000 — Cina
- Argyrodes zhui Zhu & Song, 1991 — Cina
- Argyrodes zonatus (Walckenaer, 1842) — Africa orientale, Madagascar, Isola Réunion, Bioko (Golfo di Guinea)
  - Argyrodes zonatus occidentalis Simon, 1903 — Guinea-Bissau

## Ariamnes
Ariamnes Thorell, 1869
- Ariamnes alepeleke Gillespie & Rivera, 2007 — Hawaii
- Ariamnes attenuatus O. P.-Cambridge, 1881 — Costa Rica, dalle Indie Occidentali all'Argentina
- Ariamnes birgitae Strand, 1917 — Myanmar
- Ariamnes campestratus Simon, 1903 — Gabon, Congo
- Ariamnes colubrinus Keyserling, 1890 — Queensland, Nuovo Galles del Sud, Isola Lord Howe
- Ariamnes corniger Simon, 1900 — Hawaii

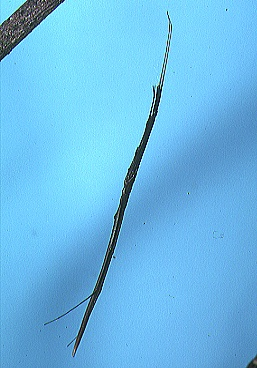
Ariamne cylindrogaster, maschio

- Ariamnes cylindrogaster Simon, 1889 — Cina, Corea, Taiwan, Giappone
- Ariamnes flagellum (Doleschall, 1857) — Asia sudorientale, Australia
  - Ariamnes flagellum nigritus Simon, 1901 — Asia sudorientale
- Ariamnes haitensis (Exline & Levi, 1962) — Hispaniola
- Ariamnes helminthoides Simon, 1907 — Guinea-Bissau
- Ariamnes hiwa Gillespie & Rivera, 2007 — Hawaii
- Ariamnes huinakolu Gillespie & Rivera, 2007 — Hawaii
- Ariamnes jeanneli Berland, 1920 — Africa orientale
- Ariamnes kahili Gillespie & Rivera, 2007 — Hawaii
- Ariamnes laau Gillespie & Rivera, 2007 — Hawaii
- Ariamnes longicaudatus O. P.-Cambridge, 1872 — Libano
- Ariamnes longissimus Keyserling, 1891 — Perù, Brasile
- Ariamnes makue Gillespie & Rivera, 2007 — Hawaii
- Ariamnes melekalikimaka Gillespie & Rivera, 2007 — Hawaii
- Ariamnes mexicanus (Exline & Levi, 1962) — Messico, Cuba
- Ariamnes patersoniensis Hickman, 1927 — Tasmania
- Ariamnes pavesii Leardi, 1902 — India, Sri Lanka
- Ariamnes poele Gillespie & Rivera, 2007 — Hawaii
- Ariamnes rufopictus Thorell, 1895 — Myanmar
- Ariamnes russulus Simon, 1903 — Guinea Equatoriale

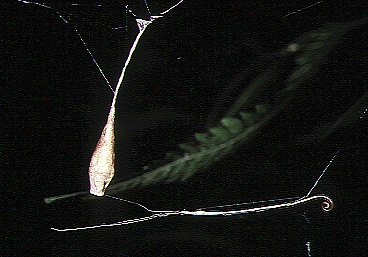
Ariamne cylindrogaster, femmina con sacco ovigero

- Ariamnes schlingeri (Exline & Levi, 1962) — Perù
- Ariamnes setipes Hasselt, 1882 — Sumatra
- Ariamnes simulans O. P.-Cambridge, 1892 — India
- Ariamnes triangulatus Urquhart, 1887 — Nuova Zelanda
- Ariamnes triangulus Thorell, 1887 — Myanmar
- Ariamnes uwepa Gillespie & Rivera, 2007 — Hawaii
- Ariamnes waikula Gillespie & Rivera, 2007 — Hawaii

## Asagena
Asagena Sundevall, 1833
- Asagena phalerata (Panzer, 1801) — regione paleartica

## Asygyna
Asygyna Agnarsson, 2006
- Asygyna coddingtoni Agnarsson, 2006 — Madagascar
- Asygyna huberi Agnarsson, 2006 — Madagascar

## Audifia
Audifia Keyserling, 1884
- Audifia duodecimpunctata Simon, 1907 — Guinea-Bissau, Congo
- Audifia laevithorax Keyserling, 1884 — Brasile
- Audifia semigranosa Simon, 1895 — Brasile

## Bardala
Bardala Saaristo, 2006
- Bardala labarda (Roberts, 1983) — Isola di Aldabra (Oceano Indiano)

## Cabello
Cabello Levi, 1964

Cabello eugeni, disegno

- Cabello eugeni Levi, 1964 — Venezuela

## Carniella
Carniella Thaler & Steinberger, 1988
- Carniella brignolii Thaler & Steinberger, 1988 — Belgio, Germania, Austria
- Carniella detriticola (Miller, 1970) — Angola
- Carniella globifera (Simon, 1899) — Sumatra
- Carniella Isola Krakatoaensis Wunderlich, 1995 — Isola Krakatoa
- Carniella orites Knoflach, 1996 — Thailandia
- Carniella schwendingeri Knoflach, 1996 — Thailandia
- Carniella siam Knoflach, 1996 — Thailandia
- Carniella sumatraensis Wunderlich, 1995 — Sumatra
- Carniella tsurui Ono, 2007 — Taiwan
- Carniella weyersi (Brignoli, 1979) — Cina, Sumatra

## Cephalobares
Cephalobares O. P.-Cambridge, 1870
- Cephalobares globiceps O. P.-Cambridge, 1870 — Sri Lanka

## Cerocida
Cerocida Simon, 1894
- Cerocida ducke Marques & Buckup, 1989 — Brasile
- Cerocida strigosa Simon, 1894 — Venezuela, Guyana

## Chorizopella
Chorizopella Lawrence, 1947
- Chorizopella tragardhi Lawrence, 1947 — Sudafrica

## Chrosiothes
Chrosiothes Simon, 1894

Chrosiothes iviei, femmina, disegno

- Chrosiothes chirica (Levi, 1954) — USA, Messico
- Chrosiothes episinoides (Levi, 1963) — Cile
- Chrosiothes fulvus Yoshida, Tso & Severinghaus, 2000 — Taiwan
- Chrosiothes goodnightorum (Levi, 1954) — dal Messico alla Costa Rica
- Chrosiothes iviei Levi, 1964 — USA
- Chrosiothes jamaicensis Levi, 1964 — Giamaica, Dominica (Piccole Antille)
- Chrosiothes jenningsi Piel, 1995 — USA
- Chrosiothes jocosus (Gertsch & Davis, 1936) — USA, Messico
- Chrosiothes litus Levi, 1964 — Messico
- Chrosiothes minusculus (Gertsch, 1936) — USA, Messico
- Chrosiothes niteroi Levi, 1964 — Bolivia, Brasile
- Chrosiothes perfidus Marques & Buckup, 1997 — Brasile
- Chrosiothes portalensis Levi, 1964 — USA, Messico
- Chrosiothes proximus (O. P.-Cambridge, 1899) — dal Messico a Panama

Chrosiothes niteroi, femmina, disegno

- Chrosiothes silvaticus Simon, 1894 — dagli USA all'Ecuador
- Chrosiothes sudabides (Bösenberg & Strand, 1906) — Cina, Corea, Giappone
- Chrosiothes taiwan Yoshida, Tso & Severinghaus, 2000 — Taiwan
- Chrosiothes tonala (Levi, 1954) — dal Messico ad Honduras
- Chrosiothes valmonti (Simon, 1897) — Isola Saint Vincent (Piccole Antille)
- Chrosiothes venturosus Marques & Buckup, 1997 — Brasile
- Chrosiothes wagneri (Levi, 1954) — Messico

## Chrysso
Chrysso O. P.-Cambridge, 1882
- Chrysso albipes (Saito, 1935) — Russia, Cina, Corea, Giappone
- Chrysso albomaculata O. P.-Cambridge, 1882 — USA, dalle Indie Occidentali al Brasile
- Chrysso alecula Levi, 1962 — Panama
- Chrysso anei Barrion & Litsinger, 1995 — Filippine
- Chrysso antonio Levi, 1962 — Brasile
- Chrysso argyrodiformis (Yaginuma, 1952) — Cina, Giappone, Filippine
- Chrysso arima Levi, 1962 — Trinidad

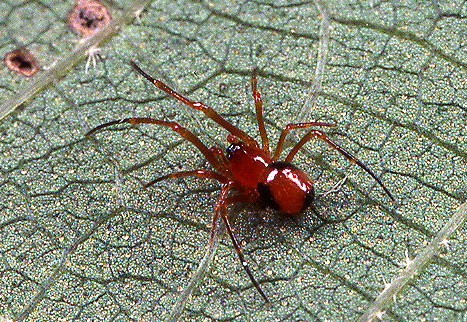
Chrysso albipes, maschio

- Chrysso arops Levi, 1962 — Brasile
- Chrysso backstromi (Berland, 1924) — Isole Juan Fernandez (Oceano Pacifico, coste cilene)
- Chrysso barrosmachadoi Caporiacco, 1955 — Venezuela
- Chrysso bimaculata Yoshida, 1998 — Giappone
- Chrysso calima Buckup & Marques, 1992 — Brasile
- Chrysso cambridgei (Petrunkevitch, 1911) — dal Messico al Venezuela
- Chrysso caraca Levi, 1962 — Brasile
- Chrysso caudigera Yoshida, 1993 — Cina, Taiwan
- Chrysso compressa (Keyserling, 1884) — Perù, Brasile
- Chrysso cyclocera Zhu, 1998 — Cina
- Chrysso diplosticha Chamberlin & Ivie, 1936 — da Panama al Perù
- Chrysso ecuadorensis Levi, 1957 — dalla Colombia alla Bolivia
- Chrysso foliata (L. Koch, 1878) — Russia, Cina, Corea, Giappone
- Chrysso gounellei Levi, 1962 — Brasile
- Chrysso huae Tang, Yin & Peng, 2003 — Cina
- Chrysso huanuco Levi, 1957 — Perù
- Chrysso indicifera Chamberlin & Ivie, 1936 — da Panama al Perù

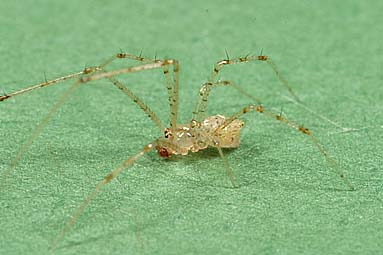
Chrysso pulcherrima, maschio

- Chrysso intervales Gonzaga, Leiner & Santos, 2006 — Brasile
- Chrysso isumbo Barrion & Litsinger, 1995 — Filippine
- Chrysso lativentris Yoshida, 1993 — Cina, Corea, Taiwan
- Chrysso lingchuanensis Zhu & Zhang, 1992 — Cina
- Chrysso mariae Levi, 1957 — Perù
- Chrysso melba Levi, 1962 — Panama
- Chrysso nigra (O. P.-Cambridge, 1880) — dallo Sri Lanka a Taiwan, Indonesia
- Chrysso nigriceps Keyserling, 1884 — Colombia, Ecuador
- Chrysso nigrosterna Keyserling, 1891 — Brasile
- Chrysso nordica (Chamberlin & Ivie, 1947) — dall'Ungheria alla Mongolia, America settentrionale
- Chrysso orchis Yoshida, Tso & Severinghaus, 2000 — Taiwan
- Chrysso oxycera Zhu & Song, 1993 — Cina
- Chrysso pelyx (Levi, 1957) — USA
- Chrysso picturata (Simon, 1895) — India
- Chrysso pulcherrima (Mello-Leitão, 1917) — zona compresa fra i due Tropici

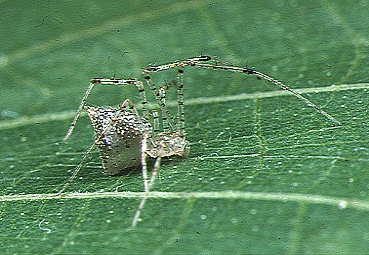
Chrysso pulcherrima, femmina

- Chrysso pulchra (Keyserling, 1891) — Brasile
- Chrysso questona Levi, 1962 — Costa Rica, Panama, Trinidad
- Chrysso ribeirao Levi, 1962 — Brasile
- Chrysso rubrovittata (Keyserling, 1884) — Brasile, Argentina
- Chrysso sasakii Yoshida, 2001 — Giappone
- Chrysso scintillans (Thorell, 1895) — Myanmar, Cina, Corea, Giappone, Filippine
- Chrysso shimenensis Tang, Yin & Peng, 2003 — Cina
- Chrysso sicki Levi, 1957 — Brasile
- Chrysso silva Levi, 1962 — Panama
- Chrysso simoni Levi, 1962 — Venezuela
- Chrysso spiniventris (O. P.-Cambridge, 1869) — dallo Sri Lanka al Giappone (Europa, introdotto)
- Chrysso subrapula Zhu, 1998 — Cina
- Chrysso sulcata (Keyserling, 1884) — Perù, Bolivia, Brasile
- Chrysso tiboli Barrion & Litsinger, 1995 — Filippine
- Chrysso trimaculata Zhu, Zhang & Xu, 1991 — Cina, Taiwan
- Chrysso trispinula Zhu, 1998 — Cina
- Chrysso vallensis Levi, 1957 — Panama

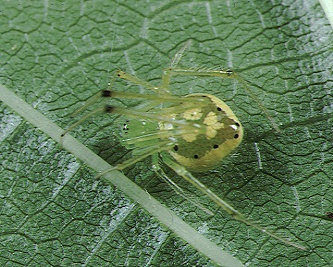
Chrysso sasakii, femmina

- Chrysso vesiculosa (Simon, 1895) — Cina, dal Vietnam al Giappone, Filippine
- Chrysso vexabilis Keyserling, 1884 — da Panama all'Argentina
- Chrysso viridiventris Yoshida, 1996 — Taiwan, Isole Ryukyu
- Chrysso vitra Zhu, 1998 — Cina
- Chrysso vittatula (Roewer, 1942) — dalla Colombia alla Bolivia
- Chrysso volcanensis Levi, 1962 — Costa Rica, Panama
- Chrysso wangi Zhu, 1998 — Cina
- Chrysso wenxianensis Zhu, 1998 — Cina

## Coleosoma
Coleosoma O. P.-Cambridge, 1882
- Coleosoma acutiventer (Keyserling, 1884) — dagli USA al Brasile
- Coleosoma africanum Schmidt & Krause, 1995 — Isole Capo Verde
- Coleosoma blandum O. P.-Cambridge, 1882 — cosmopolita

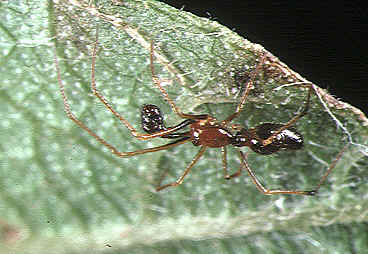
Coleosoma blandum, maschio

- Coleosoma caliothripsum Barrion & Litsinger, 1995 — Filippine
- Coleosoma floridanum Banks, 1900 — zona compresa fra i due Tropici, nelle serre in Europa
- Coleosoma matinikum Barrion & Litsinger, 1995 — Filippine
- Coleosoma normale Bryant, 1944 — dagli USA al Brasile
- Coleosoma octomaculatum (Bösenberg & Strand, 1906) — Cina, Corea, Taiwan, Giappone
- Coleosoma pabilogum Barrion & Litsinger, 1995 — Filippine
- Coleosoma pseudoblandum Barrion & Litsinger, 1995 — Filippine

## Coscinida
Coscinida Simon, 1895
- Coscinida asiatica Zhu & Zhang, 1992 — Cina
- Coscinida coreana Paik, 1995 — Corea
- Coscinida decemguttata Miller, 1970 — Congo
- Coscinida gentilis Simon, 1895 — Sri Lanka
- Coscinida hunanensis Yin, Peng & Bao, 2006 — Cina

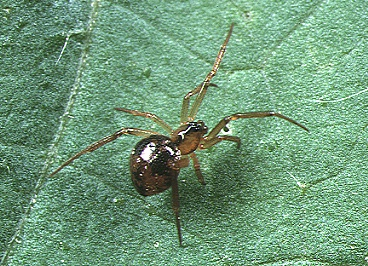
Coscinida japonica, femmina

- Coscinida japonica Yoshida, 1994 — Giappone
- Coscinida leviorum Locket, 1968 — Angola
- Coscinida lugubris (Tullgren, 1910) — Tanzania
- Coscinida novemnotata Simon, 1895 — Sri Lanka
- Coscinida proboscidea Simon, 1899 — Sumatra
- Coscinida propinqua Miller, 1970 — Angola
- Coscinida shimenensis Yin, Peng & Bao, 2006 — Cina
- Coscinida tibialis Simon, 1895 — zona compresa fra i due Tropici
- Coscinida triangulifera Simon, 1904 — Sri Lanka, Giava
- Coscinida ulleungensis Paik, 1995 — Corea

## Craspedisia
Craspedisia Simon, 1894

Craspedisia spatulata, maschio, disegno

- Craspedisia cornuta (Keyserling, 1891) — Brasile
- Craspedisia longioembolia Yin et al., 2003 — Cina
- Craspedisia spatulata Bryant, 1948 — Hispaniola

## Crustulina
Crustulina Menge, 1868
- Crustulina albovittata (Thorell, 1875) — Ucraina
- Crustulina altera Gertsch & Archer, 1942 — USA
- Crustulina ambigua Simon, 1889 — Madagascar
- Crustulina bicruciata Simon, 1908 — Australia occidentale
- Crustulina conspicua (O. P.-Cambridge, 1872) — Egitto, Israele, Siria
- Crustulina erythropus (Lucas, 1846) — Marocco, Algeria
- Crustulina grayi Chrysanthus, 1975 — Nuova Guinea
- Crustulina guttata (Wider, 1834) — Regione paleartica
- Crustulina hermonensis Levy & Amitai, 1979 — Israele
- Crustulina incerta Tullgren, 1910 — Tanzania
- Crustulina jeanneli Berland, 1920 — Africa orientale
- Crustulina lineiventris (Pavesi, 1884) — Etiopia
- Crustulina lugubris Chrysanthus, 1975 — Nuova Guinea
- Crustulina molesta (Pavesi, 1883) — Etiopia
- Crustulina obesa Berland, 1920 — Africa orientale
- Crustulina scabripes Simon, 1881 — Mediterraneo
- Crustulina starmuehlneri Kritscher, 1966 — Nuova Caledonia
- Crustulina sticta (O. P.-Cambridge, 1861) — Regione olartica

## Cryptachaea
Cryptachaea Archer, 1946
- Cryptachaea riparia (Blackwall, 1834) — regione paleartica

## Cyllognatha
Cyllognatha L. Koch, 1872
- Cyllognatha affinis Berland, 1929 — Isole Samoa
- Cyllognatha gracilis Marples, 1955 — Isole Samoa
- Cyllognatha subtilis L. Koch, 1872 — Isola Lord Howe, Isole Samoa
- Cyllognatha surajbe Patel & Patel, 1972 — India

## Deelemanella
Deelemanella Yoshida, 2003
- Deelemanella borneo Yoshida, 2003 — Borneo

## Dipoena
Dipoena Thorell, 1869
- Dipoena abdita Gertsch & Mulaik, 1936 — USA, Messico, Indie Occidentali
- Dipoena aculeata (Hickman, 1951) — Tasmania
- Dipoena adunca Tso, Zhu & Zhang, 2005 — Taiwan
- Dipoena ahenea (Dyal, 1935) — Pakistan
- Dipoena anahuas Levi, 1963 — Messico
- Dipoena anas Levi, 1963 — Panama, Colombia
- Dipoena appalachia Levi, 1953 — USA
- Dipoena atlantica Chickering, 1943 — da Panama al Paraguay
- Dipoena augara Levi, 1963 — Venezuela
- Dipoena austera Simon, 1908 — Australia occidentale
- Dipoena banksi Chickering, 1943 — dalla Costa Rica al Venezuela
- Dipoena bellingeri Levi, 1963 — Giamaica
- Dipoena beni Levi, 1963 — Bolivia
- Dipoena bernardino Levi, 1963 — USA
- Dipoena bimini Levi, 1963 — Isole Bahama, Cuba
- Dipoena bodjensis (Simon, 1885) — Isola di Bodjo, nei pressi di Sumatra
- Dipoena boquete Levi, 1963 — Panama
- Dipoena braccata (C. L. Koch, 1841) — Europa, Mediterraneo
- Dipoena bristowei Caporiacco, 1949 — Kenya
- Dipoena bryantae Chickering, 1943 — Panama, Trinidad
- Dipoena buccalis Keyserling, 1886 — America settentrionale
- Dipoena cartagena Sedgwick, 1973 — Cile
- Dipoena cathedralis Levi, 1953 — USA
- Dipoena chathami Levi, 1953 — USA
- Dipoena chickeringi Levi, 1953 — Panama
- Dipoena chillana Levi, 1963 — Cile
- Dipoena convexa (Blackwall, 1870) — Mediterraneo
- Dipoena coracina (C. L. Koch, 1837) — dall'Europa occidentale all'Ucraina
- Dipoena cordiformis Keyserling, 1886 — dalla Costa Rica al Brasile
- Dipoena cornuta Chickering, 1943 — dal Nicaragua alla Guyana
- Dipoena croatica (Chyzer, 1894) — Europa orientale
- Dipoena crocea (O. P.-Cambridge, 1896) — Guatemala
- Dipoena destricta Simon, 1903 — Sierra Leone
- Dipoena dominicana Wunderlich, 1986 — Hispaniola
- Dipoena dorsata Muma, 1944 — dagli USA al Paraguay
- Dipoena duodecimpunctata Chickering, 1943 — Panama, Venezuela
- Dipoena eatoni Chickering, 1943 — Messico, Panama
- Dipoena erythropus (Simon, 1881) — Europa
- Dipoena esra Levi, 1963 — Perù
- Dipoena flavomaculata (Keyserling, 1891) — Brasile
- Dipoena foliata Keyserling, 1886 — Brasile
- Dipoena fornicata Thorell, 1895 — Myanmar
- Dipoena fortunata Levi, 1953 — Messico
- Dipoena galilaea Levy & Amitai, 1981 — Israele
- Dipoena glomerabilis Simon, 1909 — Vietnam
- Dipoena grammata Simon, 1903 — Gabon
- Dipoena grancanariensis Wunderlich, 1987 — Isole Canarie
- Dipoena granulata (Keyserling, 1886) — Brasile
- Dipoena gui Zhu, 1998 — Cina
- Dipoena hainanensis Zhu, 1998 — Cina
- Dipoena hana Zhu, 1998 — Cina
- Dipoena hasra Roberts, 1983 — Isola di Aldabra (Oceano Indiano)
- Dipoena hortoni Chickering, 1943 — da Panama al Brasile
- Dipoena hui Zhu, 1998 — Cina
- Dipoena insulana Chickering, 1943 — dal Messico a Panama
- Dipoena ira Levi, 1963 — Brasile
- Dipoena isthmia Chickering, 1943 — Panama
- Dipoena josephus Levi, 1953 — Costa Rica, Panama
- Dipoena keumunensis Paik, 1996 — Corea
- Dipoena keyserlingi Levi, 1963 — Brasile
- Dipoena kuyuwini Levi, 1963 — Venezuela, Guyana
- Dipoena labialis Zhu, 1998 — Cina
- Dipoena lana Levi, 1953 — USA, Panama
- Dipoena latifrons Denis, 1950 — Francia
- Dipoena lesnei Simon, 1899 — Algeria
- Dipoena leveillei (Simon, 1885) — Tunisia
- Dipoena liguanea Levi, 1963 — Giamaica
- Dipoena lindholmi (Strand, 1910) — Ucraina
- Dipoena linzhiensis Hu, 2001 — Cina
- Dipoena longiventris (Simon, 1905) — Argentina
- Dipoena lugens (O. P.-Cambridge, 1909) — Gran Bretagna (introdotto dal Portogallo o dalla Spagna)
- Dipoena luisi Levi, 1953 — Messico
- Dipoena malkini Levi, 1953 — USA
- Dipoena meckeli Simon, 1897 — Isola Saint Vincent (Piccole Antille)
- Dipoena melanogaster (C. L. Koch, 1837) — Europa, dall'Africa settentrionale all'Azerbaigian
- Dipoena mendoza Levi, 1967 — Argentina
- Dipoena mertoni Levi, 1963 — Panama
- Dipoena militaris Chickering, 1943 — da Panama al Paraguay
- Dipoena mitifica Simon, 1899 — Sumatra
- Dipoena mollis (Simon, 1903) — Guinea Equatoriale
- Dipoena neotoma Levi, 1953 — USA
- Dipoena nigra (Emerton, 1882) — USA, Canada
- Dipoena nigroreticulata (Simon, 1879) — Europa
- Dipoena nipponica Yoshida, 2002 — Giappone
- Dipoena niteroi Levi, 1963 — Brasile
- Dipoena notata Dyal, 1935 — Pakistan
- Dipoena obscura Keyserling, 1891 — Brasile
- Dipoena ocosingo Levi, 1953 — Messico
- Dipoena ohigginsi Levi, 1963 — Cile
- Dipoena olivenca Levi, 1963 — Brasile
- Dipoena opana Levi, 1963 — Brasile
- Dipoena origanata Levi, 1953 — Messico
- Dipoena orvillei Chickering, 1943 — Panama
- Dipoena pacifica Chickering, 1943 — Panama, Giamaica
- Dipoena pacificana Berland, 1938 — Nuove Ebridi
- Dipoena pallisteri Levi, 1963 — Perù
- Dipoena parki Chickering, 1943 — Panama
- Dipoena pelorosa Zhu, 1998 — Cina
- Dipoena peregregia Simon, 1909 — Vietnam
- Dipoena perimenta Levi, 1963 — Panama
- Dipoena peruensis Levi, 1963 — Perù, Paraguay
- Dipoena petrunkevitchi Roewer, 1942 — Myanmar
- Dipoena picta (Thorell, 1890) — Sumatra
- Dipoena plaumanni Levi, 1963 — Brasile
- Dipoena polita (Mello-Leitão, 1947) — Brasile
- Dipoena praecelsa Simon, 1914 — Francia
- Dipoena pristea Roberts, 1983 — Isola di Aldabra (Oceano Indiano)
- Dipoena proterva Chickering, 1943 — Panama
- Dipoena provalis Levi, 1953 — USA
- Dipoena puertoricensis Levi, 1963 — Porto Rico
- Dipoena pulicaria (Thorell, 1890) — Sumatra
- Dipoena pumicata (Keyserling, 1886) — Brasile
- Dipoena punctisparsa Yaginuma, 1967 — Corea, Giappone
- Dipoena pusilla (Keyserling, 1886) — Brasile
- Dipoena quadricuspis Caporiacco, 1949 — Kenya
- Dipoena redunca Zhu, 1998 — Cina
- Dipoena ripa Zhu, 1998 — Cina
- Dipoena rita Levi, 1953 — USA
- Dipoena rubella (Keyserling, 1884) — da Panama al Perù, Brasile
- Dipoena santacatarinae Levi, 1963 — Brasile
- Dipoena scabella Simon, 1903 — Guinea Equatoriale
- Dipoena seclusa Chickering, 1948 — da Panama al Venezuela
- Dipoena sedilloti (Simon, 1885) — Francia, Algeria, Tunisia
- Dipoena semicana Simon, 1909 — Vietnam
- Dipoena seminigra Simon, 1909 — Vietnam
- Dipoena sericata (Simon, 1879) — Francia
- Dipoena sertata (Simon, 1895) — Sri Lanka
- Dipoena setosa (Hickman, 1951) — Tasmania
- Dipoena signifera Simon, 1909 — Vietnam
- Dipoena silvicola Miller, 1970 — Angola
- Dipoena sinica Zhu, 1992 — Cina
- Dipoena standleyi Levi, 1963 — Panama
- Dipoena stellaris Zhu, 1998 — Cina
- Dipoena sticta Zhu, 1992 — Cina
- Dipoena striata Wunderlich, 1987 — Isole Canarie
- Dipoena subflavida Thorell, 1895 — Myanmar
- Dipoena submustelina Zhu, 1998 — Cina
- Dipoena sulfurica Levi, 1953 — USA, Messico
- Dipoena taeniatipes Keyserling, 1891 — Brasile
- Dipoena tecoja Levi, 1953 — Messico
- Dipoena tingo Levi, 1963 — Perù, Brasile
- Dipoena tiro Levi, 1963 — Venezuela
- Dipoena torva (Thorell, 1875) — Regione paleartica
- Dipoena transversisulcata Strand, 1908 — Madagascar
- Dipoena trinidensis Levi, 1963 — Trinidad
- Dipoena tropica Chickering, 1943 — Panama, Colombia
- Dipoena tuldokguhitanea Barrion & Litsinger, 1995 — Filippine
- Dipoena turriceps (Schenkel, 1936) — Cina
- Dipoena umbratilis (Simon, 1873) — Mediterraneo occidentale
- Dipoena variabilis (Keyserling, 1886) — Brasile
- Dipoena venusta Chickering, 1948 — Panama
- Dipoena wangi Zhu, 1998 — Cina
- Dipoena washougalia Levi, 1953 — USA
- Dipoena waspucensis Levi, 1963 — Nicaragua
- Dipoena woytkowskii Levi, 1963 — Venezuela, Perù
- Dipoena xanthopus Simon, 1914 — Algeria
- Dipoena yutian Hu & Wu, 1989 — Cina
- Dipoena zeteki Chickering, 1943 — Panama

## Dipoenata
Dipoenata Wunderlich, 1988
- Dipoenata balboae (Chickering, 1943) — Panama, Venezuela
- Dipoenata cana Kritscher, 1996 — Malta
- Dipoenata canariensis (Wunderlich, 1987) — Isole Canarie
- Dipoenata conica (Chickering, 1943) — Panama, Brasile
- Dipoenata flavitarsis Wunderlich, 1992 — Isole Canarie
- Dipoenata longitarsis (Denis, 1962) — Madeira
- Dipoenata morosa (Bryant, 1948) — da Hispaniola al Brasile

## Dipoenura
Dipoenura Simon, 1909
- Dipoenura aplustra Zhu & Zhang, 1997 — Cina
- Dipoenura cyclosoides (Simon, 1895) — Sierra Leone, Cina
- Dipoenura fimbriata Simon, 1909 — Vietnam, Isola Krakatoa
- Dipoenura quadrifida Simon, 1909 — Vietnam

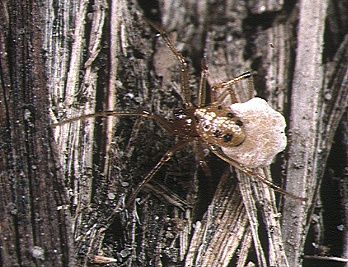
Coleosoma floridanum, femmina con sacco ovigero